# Walther Herwig III
Die Walther Herwig III ist das größte der drei deutschen Fischereiforschungsschiffe. Eigner des Schiffes ist das Bundesministerium für Landwirtschaft, Ernährung und Heimat (BMLEH). Bereedert wird es von der Bundesanstalt für Landwirtschaft und Ernährung (BLE).
Das Schiff steht vor allem dem Johann Heinrich von Thünen-Institut zur Verfügung. Es wird für Forschungsfahrten im nördlichen Nordatlantik, der Nord- und der Ostsee genutzt. Heimathafen des Schiffes ist Bremerhaven.

## Geschichte
Das Schiff wurde 1992/1993 unter der Baunummer 167 von der ARGE Fischereiforschungsschiff in Berne, einem Zusammenschluss der beiden damals zur Hegemann-Gruppe gehörenden Werften Peenewerft in Wolgast und Rolandwerft in Berne, gebaut. Die Kiellegung erfolgte am 29. April, der Stapellauf am 28. Dezember 1992. Das Schiff wurde im Dezember 1993 fertiggestellt und an das damalige Bundesministerium für Ernährung, Landwirtschaft und Forsten abgeliefert. Das Schiff, das am 16. Dezember getauft und in Dienst gestellt wurde, stand der damaligen Bundesforschungsanstalt für Fischerei für Forschungszwecke zur Verfügung. Bereedert wurde es vom damaligen Bundesamt für Ernährung und Forstwirtschaft. Das Schiff ist nach Walther Herwig benannt, dem Begründer der deutschen Hochseefischerei.

## Technik und Ausrüstung

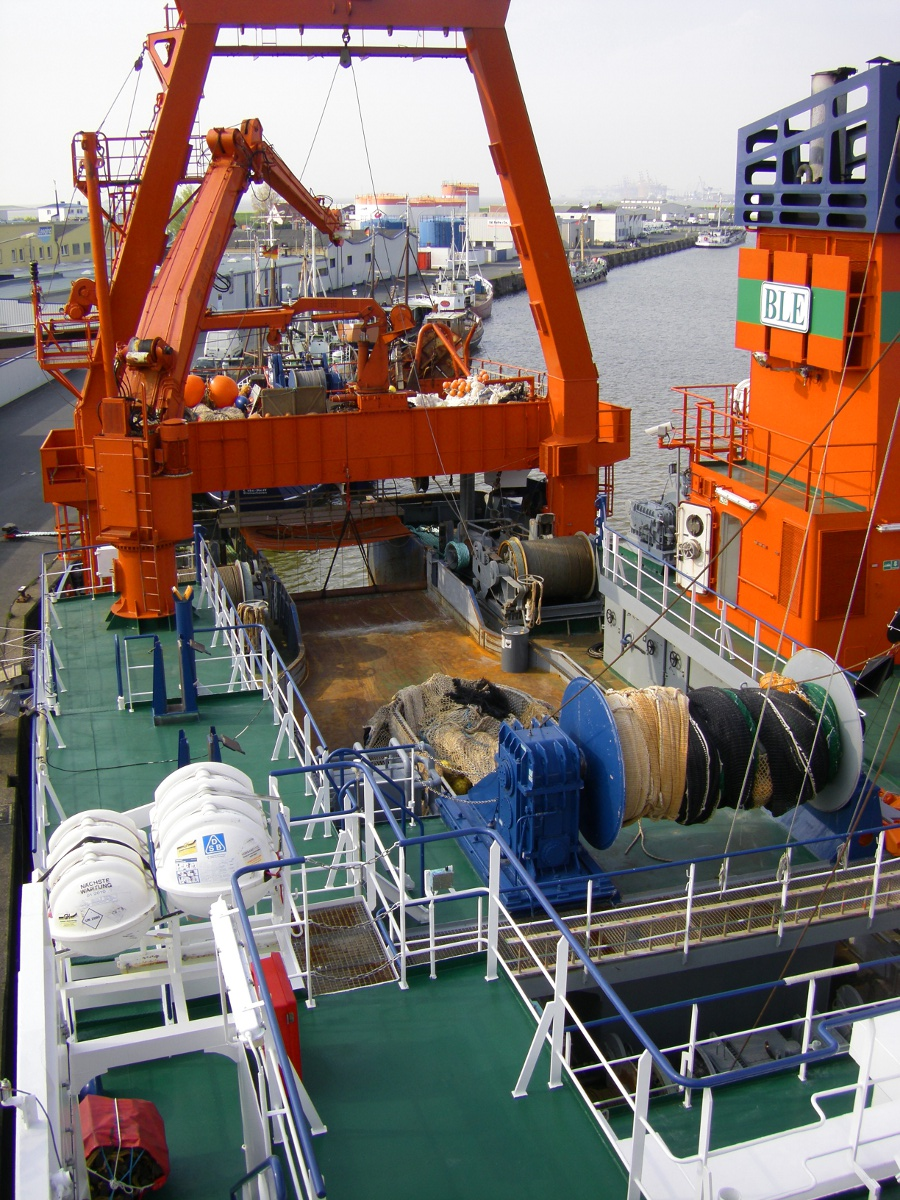
Blick auf das Arbeitsdeck

Der Antrieb des Schiffes erfolgt dieselelektrisch. Als Fahrtmotor fungiert ein Elektromotor der LDW Abwicklungs GmbH (GC 71.10) mit 1350 kW Leistung, der auf einen Verstellpropeller wirkt. Das Schiff erreicht damit eine Geschwindigkeit von 13 kn. Als Hauptmotor wurde ein Sechszylinder-Viertakt-Dieselmotor des Typs Krupp-MaK 6M453C mit 1800 kW Leistung verbaut.
Im Bug befindet sich eine Querstrahlsteueranlage mit 1000 kW Leistung.
Für die Stromversorgung an Bord stehen zwei Hauptgeneratoren mit 1450 kVA bzw. 1100 kVA Scheinleistung sowie ein Notgenerator mit 350 kVA Scheinleistung zur Verfügung. Weiterhin ist das Schiff mit einem Wellengenerator mit 2200 kVA Scheinleistung ausgestattet.
An Bord ist Platz für 21 Besatzungsmitglieder, die in Einzelkammern untergebracht sind. Für zwölf Wissenschaftler stehen acht Einzel- und vier Doppelkammern zur Verfügung, so dass noch vier Reserveplätze vorhanden sind. Für Forschungszwecke wurden sieben Laboratorien eingerichtet, darunter je ein Universal-, Fisch-, Nass- und Chemielabor.
Auf Laderäume für den Fang wurde verzichtet. Stattdessen befindet sich ein Tunnelfroster an Bord (Kapazität: 1000 kg / 24 Std.) und zwei Tieffrosträume zur Lagerung von wissenschaftlichen Proben.
Die fischereitechnische Ausrüstung besteht aus zwei Kurrleinenwinden mit je 3000 m Kurrleine und 165 kN Zugkraft. Für das Fangnetz ist eine Netzhaspel vorhanden. Weiterhin sind zwei Hydrographiewinden mit je 30 kN Zugkraft vorhanden.
Am Heck des Schiffes befindet sich ein Heckgalgen. Im Decksbereich sind zwei Deckskrane verbaut, einer auf dem Steuerbord-Bootsdeck mit 3,5 t Tragkraft bei 12 m Auslage und einer auf der Netzplattform mit 2,5 t Tragkraft bei 9 m Auslage.
Der Rumpf des Schiffes ist eisverstärkt (Eisklasse E2).

## Ersatz
Als Ersatz für die Walther Herwig III wurde am 22. März 2017 der Neubau eines hochseetauglichen und multidisziplinären Fischereiforschungsschiffes unterzeichnet. Auftragnehmer war die Damen Shipyards Group, die das Schiff 2023 abliefern sollte. 2021 wurde dieser Vertrag jedoch aufgelöst und eine neue Ausschreibung durchgeführt. Am 1. November 2023 wurde der Vertrag über den Bau des neuen Schiffes auf der Fassmer-Werft unterschrieben. Die Ablieferung des rund 240 Mio. € teuren Neubaus ist für Mitte 2027 vorgesehen.